# Детройт (Іллінойс)
Детройт (англ. Detroit) — селище (англ. village) в США, в окрузі Пайк штату Іллінойс. Населення — 76 осіб (2020).

## Географія
Детройт розташований за координатами 39°37′13″ пн. ш. 90°40′33″ зх. д. / 39.62028° пн. ш. 90.67583° зх. д. (39.620147, -90.675960).  За даними Бюро перепису населення США в 2010 році селище мало площу 0,63 км², уся площа — суходіл.

## Демографія
Згідно з переписом 2010 року, у селищі мешкали 83 особи в 33 домогосподарствах у складі 21 родини. Густота населення становила 131 особа/км².  Було 37 помешкань (59/км²).
Расовий склад населення:
| - 100,0 % — білих |

До двох чи більше рас належало 0,0 %. Частка іспаномовних становила 0,0 % від усіх жителів.
За віковим діапазоном населення розподілялося таким чином: 27,7 % — особи молодші 18 років, 53,0 % — особи у віці 18—64 років, 19,3 % — особи у віці 65 років та старші. Медіана віку мешканця становила 38,5 року. На 100 осіб жіночої статі у селищі припадало 88,6 чоловіків;  на 100 жінок у віці від 18 років та старших — 81,8 чоловіків також старших 18 років.
Середній дохід на одне домашнє господарство  становив 60 063 долари США (медіана — 52 500), а середній дохід на одну сім'ю — 61 358 доларів (медіана — 52 500). За межею бідності перебувало 4,5 % осіб, у тому числі 2,7 % дітей у віці до 18 років та 20,0 % осіб у віці 65 років та старших.
Цивільне працевлаштоване населення становило 40 осіб. Основні галузі зайнятості: будівництво — 15,0 %, виробництво — 12,5 %, мистецтво, розваги та відпочинок — 12,5 %.